# Open Kids
Open Kids (О́пен Кидс) — украинская поп-группа. В состав входят четыре девочки.

## История

### 2012
Официальной датой основания группы считается 11 октября 2012 года, день премьеры первого видеоклипа группы («Show Girls»).

### 2014
25 июня 2014 года в City Beach Club в Киеве группа провела презентацию своего нового видеоклипа «На десерт». Клип снимался в Германии.
В составе сводного хора «Дети Земли» (в котором, помимо  Open Kids, объединились учащиеся из школы-студии «Республика KIDS», София Тарасова и другие известные дети) записали песню «Мир без войны».

### 2015
К началу ноября 2015 года стало известно, что Вика Верник ушла из Open Kids. В том же месяце группа объявила кастинг на место пятой участницы.
Также в ноябре группа с клипом «Не танцуй!» была представлена в ноябрьской номинации «Прорыв» телеканала «Europa Plus TV». По результатам голосования Open Kids победили. Призом была ротация их клипа на телеканале.
В начале декабря группа дала свой первый сольный концерт. Состоялся он в киевском клубе Caribbean Club.
По итогам 2015 года группа заняла 6 место в Топ-10 украинских музыкантов социальной сети «ВКонтакте».

### 2016
В начале января был объявлен результат кастинга на пятую участницу. Ей стала Анна Музафарова, участница выходившего в 2015 году второго сезона украинского проекта «Голос. Дети», а до этого — первого сезона российского проекта «Голос. Дети». Кроме того, в 2013 году она боролась за право представлять Россию на "Детском Евровидении, где в российском отборочном туре заняла 14 место.
В феврале 2016 года Open Kids представили вниманию слушателей свою первую песню о любви. Она называется «Кажется».
Со 2 по 24 апреля группа отправилась в свой первый сольный концертный тур. В его рамках Open Kids выступили в Москве в концертном зале «Известия-Hall» и в нескольких городах Украины.
Также в 2016 году Open Kids совместно с Quest Pistols Show записали песню «Круче всех» и сняли на неё клип.
17 ноября 2016 года группе Open Kids была в Москве вручена «Реальная премия MusicBox» в категории «Тинейджерский проект года».
Кроме того, 24 ноября работавший над хореографией к клипу Open Kids ft. Quest Pistols Show «Круче всех» Денис Стульников был за него отмечен украинской премией M1 Music Awards в категории «Хореография». Сама же группа Open Kids была объявлена номинантом на эту премию в одной из основных категорий — «Проект года», победители в которой должны были стать известными 10 декабря в рамках церемонии-концерта в киевском Дворце спорта. Open Kids выступили на ней, но награда ушла к группе Mozgi.
С октября по декабрь у группы прошёл большой сольный тур по России, во время которого они посетили более десятка городов и который завершился 22 декабря концертом в «Crocus City Hall».

### 2017
В марте 2017 года группа получила премию Nickelodeon Kids’ Choice Awards в номинации «Любимый музыкальный исполнитель российских зрителей».
Open Kids были одними из знаменитостей, приглашённых вручать российскую национальную телевизионную премию «Дай пять!» на церемонии в театре «Россия» в Москве 18 мая.
В июле 2017 года у группы вышел клип «Хулиганить».
В сентябре группа выпустила аудиозапись песни «Внутри».
9 октября 2017 года группа выпустила совместный с группой NEBO5 клип на песню «Поколение танцы». В съёмках клипа приняли участие более 200 детей.

### 2018
31 марта Open Kids выпустили клип на песню «Прыгай» в жанре хип-хоп, записанную совместно с новой девичьей вокально-танцевальной группой DETKI.
7 апреля 2018 года состоялся очередной концерт в Москве (в рамках нового концертного тура), на этот раз в концертном зале Vegas City Hall.
8 июня того же года состоялась премьера клипа на песню «Новый хит».
27 июля 2018 года Open Kids выпустили клип на песню «Стикером». Режиссёром клипа выступил Леонид Колосовский, среди работ которого видеоклипы «Имя 505» и «Любви точка нет» группы «Время и Стекло».
19 декабря на странице группы в Instagram появилось загадочное обращение к поклонникам, в котором группа просила фанатов не грустить, когда наступит «конец», поскольку «процесс пришёл к своему логическому заключению». А на официальной странице группы была опубликована новость о предстоящем весной «Прощальном туре» При этом из цитируемых в прессе комментариев продюсера группы Юрия Петрова можно понять, что группа не исчезнет, а либо изменится её формат, либо задуман новый проект (под другим названием) с теми же участницами, причём сами участницы группы пока о планах своего продюсера ничего не знают и узнают только весной. Кроме того, к выходу планируются два альбома. Один будет с более новыми песнями, в числе которых несколько ещё никем не слышанных, а другой будет представлять собой полное собрание песен Open Kids за шесть лет их существования. В ближайшее же время[когда?] выйдет новая песня, которая уже записана и называется «Дура».

### 2019—2020
15 февраля 2019 года Open Kids выпустили первый альбом под названием Hulla Bubba, куда вошли 7 новых песен, а также три хита 2016 и 2018 годов «Круче всех» (при участии Quest Pistols Show), «Стикером» и «Прыгай» (при участии группы DETKI).
«В нашей творческой команде ценно, что услышан каждый, а наши юные артисты в первую очередь. Каждая участница группы — это свои предпочтения в музыке, свой темперамент и характер, каждый трек — это вклад каждой из них. Чего только стоит название Hulla Bubba, думаю, это уже о многом говорит».
16 февраля 2019 вышел клип на песню «Под утро» с нового альбома.
23 марта 2019 группа получила премию Nickelodeon Kids’ Choice Awards в номинации «Любимое музыкальное видео российских зрителей».
Летом 2019 одна из участниц — Анна Музафарова — приняла решение покинуть группу. Долгое время оставшиеся девочки вспоминали, что для них это было неожиданно.
В связи с уходом из группы Анны Музафаровой Open Kids объявили официальный кастинг на освободившееся место. Кастинг проходил в формате реалити-шоу, получив название «Хочу в Open Kids». В суперфинал прошли Вероника Коваленко, Ангелина Щупак и Лиза Костякина. В итоге победила и стала новой участницей группы Лиза Костякина.
Вскоре новый состав появился на обложке журнала Pink, также дав интервью, где упомянули, что уход Ани Музафаровой сделал группу только крепче.
7 декабря состоялась премьера клипа на песню «Эксбойфренд».
В ноябре 2020 года продюсер Юрий Петров объявил о распаде группы.
8 ноября, через четыре дня после официального роспуска группы, Юрий Петров объявил о кастинге. Группа оставляет название и всю музыку, меняется весь состав участниц (и парни тоже имеют право участвовать в кастинге).

### 2021 — настоящее
В 2021 году был представлен новый состав. Ими стали Энджи, Квитка, Сандра, Тома и Моника. 10 июля состоялась премьера видеоработы на дебютную песню нового состава «Велосипед». 15 декабря вышел клип на новую композицию «Рокстар».
В июне 2022 года стало известно об уходе Моники из группы. Об этом было сказано на официальном аккаунте группы в социальной сети Instagram.

## Состав
Текущий состав
- Энджи — род. 29 ноября 2010 (14 лет)[51] (2021—наши дни)
- Квитка — род. 21 октября 2011 (13 лет)[51] (2021—наши дни)
- Сандра — род. 28 июня 2009 (16 лет)[51] (2021—наши дни)
- Тома — род. 30 сентября 2009 (15 лет)[51] (2021—наши дни)

Бывшие участницы
- Ангелина Романовская — род. 22 декабря 2000 (24 года)[52] (2012—2020)
- Лера Дидковская — род. 17 апреля 2000 (25 лет)[52] (2012—2020)
- Юлия Гамалий — род. 30 августа 2003 (21 год)[52] (2012—2020)
- Анна Бобровская — род. 30 ноября 2002 (22 года)[52] (2012—2020)
- Виктория Верник — род. 16 февраля 2000 (25 лет)[53] (2012—2015)
- Анна Музафарова — род. 11 января 2002 (23 года)[52] (2016—2019)
- Елизавета Костякина — род. 31 августа 2003 (21 год)[54] (2019—2020)
- Моника — род. 19 декабря 2008 (16 лет)[51] (2021—2022)

## Менеджмент
Продюсер группы — Юрий Петров, основатель школы искусств Open Art Studio в Киеве.

## Дискография

### Альбомы
| № | Альбом                                                              |
| - | ------------------------------------------------------------------- |
| 1 | HULLA BUBBA - Дата выхода: 15 февраля 2019 - Лейбл: Open Art Studio |
| 2 | Круче всех - Дата выхода: 20 ноября 2020 - Лейбл: Best Music        |

### Синглы и избранные песни
| Год  | Название                                | Чарты                        | Чарты                   | Чарты          | Видео на YouTube                                                 |
| Год  | Название                                | СНГ                          | СНГ                     | RU             | Видео на YouTube                                                 |
| Год  | Название                                | TopHit Weekly YouTube Top 10 | IVI Music Videos Top 50 | RU.TV Супер 20 | Видео на YouTube                                                 |
| ---- | --------------------------------------- | ---------------------------- | ----------------------- | -------------- | ---------------------------------------------------------------- |
| 2012 | «Show Girls»                            | —                            | н/д                     | —              | видеоклип Архивная копия от 8 июля 2016 на Wayback Machine       |
| 2012 | «Важно» (Монатик feat. Open Kids)       | —                            | н/д                     | —              | видеоклип Архивная копия от 1 марта 2014 на Wayback Machine      |
| 2013 | «Stop» (The Maneken feat. Open Kids)    | —                            | н/д                     | —              | видеоклип Архивная копия от 15 октября 2017 на Wayback Machine   |
| 2013 | «Stop People!»                          | —                            | н/д                     | —              | видеоклип Архивная копия от 10 сентября 2015 на Wayback Machine  |
| 2014 | «На десерт»                             | —                            | —                       | —              | видеоклип Архивная копия от 10 сентября 2015 на Wayback Machine  |
| 2015 | «Milky Way»                             | —                            | —                       | —              | видеоклип Архивная копия от 18 мая 2015 на Wayback Machine       |
| 2015 | «На радостях»                           | —                            | н/д                     | —              | аудио                                                            |
| 2015 | «Не танцуй!»                            | 9                            | 5                       | —              | видеоклип Архивная копия от 22 ноября 2016 на Wayback Machine    |
| 2016 | «Кажется»                               | —                            | 2                       | —              | видеоклип Архивная копия от 15 ноября 2018 на Wayback Machine    |
| 2016 | «Круче всех» (feat. Quest Pistols Show) | 10                           | 2                       | 1              | видеоклип Архивная копия от 15 ноября 2019 на Wayback Machine    |
| 2017 | «Поколение Танцы» (feat. NEBO5)         |                              | н/д                     |                | видеоклип Архивная копия от 9 октября 2017 на Wayback Machine    |
| 2017 | «Без стандартов»                        | —                            | н/д                     | —              | аудио Архивная копия от 9 декабря 2019 на Wayback Machine        |
| 2017 | «Хулиганить»                            | 4                            | н/д                     | —              | видеоклип Архивная копия от 7 июля 2017 на Wayback Machine       |
| 2017 | «Внутри»                                | —                            | н/д                     | —              | аудио Архивная копия от 30 ноября 2019 на Wayback Machine        |
| 2017 | «Небо дышит»                            | —                            | н/д                     | —              | аудио Архивная копия от 7 марта 2020 на Wayback Machine          |
| 2018 | «Прыгай!» (feat. DETKI)                 | —                            | н/д                     | —              | видеоклип Архивная копия от 29 ноября 2019 на Wayback Machine    |
| 2018 | «Новый хит»                             | —                            | н/д                     | —              | видеоклип Архивная копия от 12 января 2019 на Wayback Machine    |
| 2018 | «Стикером»                              | —                            | н/д                     | —              | видеоклип Архивная копия от 1 января 2019 на Wayback Machine     |
| 2019 | «Под утро»                              | —[B]                         | н/д                     | —              | видеоклип Архивная копия от 20 февраля 2019 на Wayback Machine   |
| 2019 | «Друг друга»                            | —                            | н/д                     | —              | lyric video Архивная копия от 13 августа 2019 на Wayback Machine |
| 2019 | «Hulla Bubba»                           | —                            | н/д                     | —              | lyric video Архивная копия от 5 августа 2019 на Wayback Machine  |
| 2019 | «Хищники»                               | —                            | н/д                     | —              | lyric video Архивная копия от 5 августа 2019 на Wayback Machine  |
| 2019 | «Мы счастливые»                         | —                            | н/д                     | —              | lyric video Архивная копия от 28 ноября 2019 на Wayback Machine  |
| 2019 | «Эксбойфренд»                           | —                            | н/д                     | —              | видеоклип Архивная копия от 8 декабря 2019 на Wayback Machine    |
| 2020 | «Неоновый огонь»                        | —                            | н/д                     |                | lyric video Архивная копия от 18 апреля 2020 на Wayback Machine  |
| 2020 | «Криминал» (feat. Danskiy)              | —                            | н/д                     | —              | видеоклип Архивная копия от 19 апреля 2020 на Wayback Machine    |
| 2020 | «ЛМНП» (feat. BadaBoom)                 |                              | н/д                     |                | видеоклип Архивная копия от 1 августа 2020 на Wayback Machine    |
| 2020 | «Ответь мне» (feat. Ваня Дмитриенко)    |                              | н/д                     |                | видеоклип Архивная копия от 2 августа 2020 на Wayback Machine    |
| 2020 | «Бувай»                                 |                              | н/д                     |                | видеоклип Архивная копия от 16 августа 2020 на Wayback Machine   |
| 2021 | «Велосипед»                             |                              | н/д                     |                | видеоклип Архивная копия от 7 ноября 2021 на Wayback Machine     |
| 2021 | «Рокстар»                               |                              | н/д                     |                | видеоклип Архивная копия от 16 декабря 2021 на Wayback Machine   |

[A] Чарты составляются на основе данных с 200 радиостанций в России, а также 230 русскоязычных радиостанций по всему миру (на Украине, в других странах СНГ, в Прибалтике, на Кипре, в Израиле, Германии, США и Канаде).
[B] Песня «Под утро» не попала в YouTube Top 10, но достигла 3-го места в отдельном списке для России (хит-параде «Россия — 20 лучших музыкальных клипов»).

### Совместные проекты
| Год  | Название | Чарты                 | Чарты                         | Видео на YouTube                                            |
| Год  | Название | СНГ[A]                | СНГ[A]                        | Видео на YouTube                                            |
| Год  | Название | TopHit Weekly General | TopHit Weekly Audience Choice | Видео на YouTube                                            |
| ---- | --- | --------------------- | ----------------------------- | ----------------------------------------------------------- |
| 2015 | «Мир без войны» - песня в исполнении коллектива «Дети Земли» (с участием детей из «Республики KIDS», Open Kids, Софии Тарасовой и др.) | 313                   | 283                           | видеоклип Архивная копия от 17 июня 2016 на Wayback Machine |

## Видеография
| Год  | Клип                                    | Режиссёр                   | Состав                                                                                    | Альбом                                                  |
| ---- | --------------------------------------- | -------------------------- | ----------------------------------------------------------------------------------------- | ------------------------------------------------------- |
| 2012 | «Show Girls»                            | Юрий Петров, Денис Якимчук | Ангелина Романовская, Лера Дидковская, Юлия Гамалий,Анна Бобровская, Виктория Верник      | без альбома                                             |
| 2012 | «Важно» (feat. Monatik)                 | Неизвестно                 | Ангелина Романовская, Лера Дидковская, Юлия Гамалий,Анна Бобровская, Виктория Верник      | «Саундтреки сегодняшнЕГО дня (С.С.Д.)» (альбом Monatik) |
| 2013 | «Stop» (feat. The Maneken)              | Неизвестно                 | Ангелина Романовская, Лера Дидковская, Юлия Гамалий,Анна Бобровская, Виктория Верник      | без альбома                                             |
| 2013 | «Stop People»                           | Андрей Кирилов             | Ангелина Романовская, Лера Дидковская, Юлия Гамалий,Анна Бобровская, Виктория Верник      | без альбома                                             |
| 2014 | «На десерт»                             | Андрей Кирилов             | Ангелина Романовская, Лера Дидковская, Юлия Гамалий,Анна Бобровская, Виктория Верник      | без альбома                                             |
| 2015 | «Milky Way»                             | Юрий Петров                | Ангелина Романовская, Лера Дидковская, Юлия Гамалий,Анна Бобровская, Виктория Верник      | без альбома                                             |
| 2015 | «Не танцуй»                             | Сергей Гуманитарной        | Ангелина Романовская, Лера Дидковская, Юлия Гамалий,Анна Бобровская, Виктория Верник      | без альбома                                             |
| 2016 | «Круче Всех» (feat. Quest Pistols Show) | Денис Стульников           | Ангелина Романовская, Лера Дидковская, Юлия Гамалий, Анна Бобровская, Анна Музафарова     | HULLA BUBBA                                             |
| 2016 | «Кажется»                               | Митти Мисюра               | Ангелина Романовская, Лера Дидковская, Юлия Гамалий, Анна Бобровская, Анна Музафарова     | без альбома                                             |
| 2017 | «Поколение танцы» (feat. NEBO5)         | Юрий Петров                | Ангелина Романовская, Лера Дидковская, Юлия Гамалий, Анна Бобровская, Анна Музафарова     | без альбома                                             |
| 2017 | «Хулиганить»                            | Сергей Гуман               | Ангелина Романовская, Лера Дидковская, Юлия Гамалий, Анна Бобровская, Анна Музафарова     | без альбома                                             |
| 2018 | «Прыгай» (feat. DETKI)                  | Денис Стульников           | Ангелина Романовская, Лера Дидковская, Юлия Гамалий, Анна Бобровская, Анна Музафарова     | HULLA BUBBA                                             |
| 2018 | «Новый хит»                             | Андрей Сидорко             | Ангелина Романовская, Лера Дидковская, Юлия Гамалий, Анна Бобровская, Анна Музафарова     | без альбома                                             |
| 2018 | «Стикером»                              | Леонид Колосовский         | Ангелина Романовская, Лера Дидковская, Юлия Гамалий, Анна Бобровская, Анна Музафарова     | HULLA BUBBA                                             |
| 2019 | «Под утро»                              | Юрий Петров                | Ангелина Романовская, Лера Дидковская, Юлия Гамалий, Анна Бобровская, Анна Музафарова     | HULLA BUBBA                                             |
| 2019 | «Экс-бойфренд»                          | Юрий Петров                | Ангелина Романовская, Лера Дидковская, Юлия Гамалий, Анна Бобровская, Елизавета Костякина | без альбома                                             |
| 2020 | «Криминал» (feat. Danskiy)              | Юрий Петров                | Ангелина Романовская, Лера Дидковская, Юлия Гамалий, Анна Бобровская, Елизавета Костякина | без альбома                                             |
| 2020 | «ЛМНП» (feat. BadaBoom)                 | Юрий Петров                | Ангелина Романовская, Лера Дидковская, Юлия Гамалий, Анна Бобровская, Елизавета Костякина | без альбома                                             |
| 2020 | «Ответь мне» (feat. Ваня Дмитриенко)    | Неизвестно                 | Ангелина Романовская, Лера Дидковская, Юлия Гамалий, Анна Бобровская, Елизавета Костякина | без альбома                                             |
| 2020 | «Бувай»                                 | Мария Доманская            | Ангелина Романовская, Лера Дидковская, Юлия Гамалий, Анна Бобровская, Елизавета Костякина | без альбома                                             |
| 2021 | «Велосипед»                             | Юрий Петров                | Энджи, Квитка, Тома, Сандра, Моника                                                       | без альбома                                             |
| 2021 | «Рокстар»                               | Юрий Петров                | Энджи, Квитка, Тома, Сандра, Моника                                                       | без альбома                                             |

## Премии и номинации
| Год  | Премия                               | Номинант                                        | Категория                                           | Результат |
| ---- | ------------------------------------ | ----------------------------------------------- | --------------------------------------------------- | --------- |
| 2016 | Реальная премия MusicBox 2016        | Open Kids                                       | Тинейджерский проект года                           | Победа    |
| 2017 | Nickelodeon Kids’ Choice Awards 2017 | Open Kids                                       | Любимый музыкальный исполнитель российских зрителей | Победа    |
| 2017 | Главные герои 2017                   | Open Kids                                       | Главный исполнитель                                 | Победа    |
| 2017 | Премия RU.TV 2017                    | Open Kids ft. Quest Pistols Show — «Круче всех» | Звезда танцпола (Лучший танцевальный клип)          | Номинация |
| 2017 | Реальная премия MusicBox 2017        | Open Kids                                       | Тинейджерский проект года                           | Номинация |
| 2019 | Nickelodeon Kids’ Choice Awards 2019 | Open Kids — «Стикером»                          | Любимое музыкальное видео российский зрителей       | Победа    |
| 2020 | Nickelodeon Kids’ Choice Awards 2020 | Open Kids                                       | Любимый музыкальный исполнитель российских зрителей | Ожидается |